# William Cocke

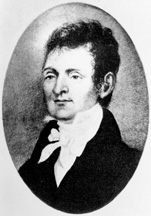
William Cocke

William Cocke (* 1748 im Amelia County, Colony of Virginia; † 22. August 1828 in Columbus, Mississippi) war ein US-amerikanischer Politiker der Demokratisch-Republikanischen Partei. Von 1796 bis 1797 und von 1799 bis 1805 saß er für den Bundesstaat Tennessee im US-Senat. 

## Biographie
Cocke wurde im Amelia County in der damaligen Kolonie Virginia geboren. Seine Eltern waren Einwanderer aus England. Er war das sechste von zehn oder elf (genaues ist nicht bekannt) Kindern. Er wurde zu Hause beschult und begann anschließend Rechtswissenschaft zu studieren. Er wurde in Virginia als Rechtsanwalt zugelassen und fortan in einer kleinen Kanzlei tätig.
Cocke verbrachte jedoch wenig Zeit in der Kanzlei, vielmehr machte er erstmals politisch auf sich aufmerksam, als er in das House of Burgesses von Virginia gewählt wurde. 1776 verließ er Virginia, um sich im heutigen Tennessee niederzulassen. Dort wurde er 1796 Delegierter des Kongresses, der die Verfassung des Bundesstaates Tennessee ausarbeitete. Cocke wurde neben William Blount als erster Senator des neuen Bundesstaates Tennessee in den US-Senat entsendet. Sein Mandat trat er am 2. August 1796 an. Seine Amtszeit endete am 4. März 1797. Der Kongress des Staates Tennessee konnte sich jedoch nicht auf einen Nachfolger einigen, so dass Cocke von Gouverneur John Sevier für den freien Sitz (den er ursprünglich innegehabt hatte) nominiert wurde. Er blieb bis zum 26. September 1797 im Amt, danach übernahm sein Nachfolger Andrew Jackson seinen Sitz. Cocke wurde vom Kongress des Staates Tennessee nochmals in den Senat entsendet, diesmal von 1799 bis 1805 als Nachfolger von Joseph Anderson. Sein Nachfolger wiederum wurde Daniel Smith.
1809 wurde Cocke als Richter an einem Gericht des Bundesstaates Tennessee gewählt. Dort amtierte er bis 1813, als er nach Mississippi verzog. Dort wurde er im gleichen Jahr zum Mitglied des Repräsentantenhauses von Mississippi gewählt. 1814 wurde er von US-Präsident James Madison zum Indianeragenten für die Chickasaw ernannt. Cocke starb am 22. August 1828 in Columbus und wurde dort beigesetzt.
Das Cocke County in Tennessee wurde nach ihm benannt. Sein Sohn John Alexander Cocke war ebenso wie dessen Sohn William Michael Cocke Mitglied im US-Repräsentantenhaus.